# Kirchenvater

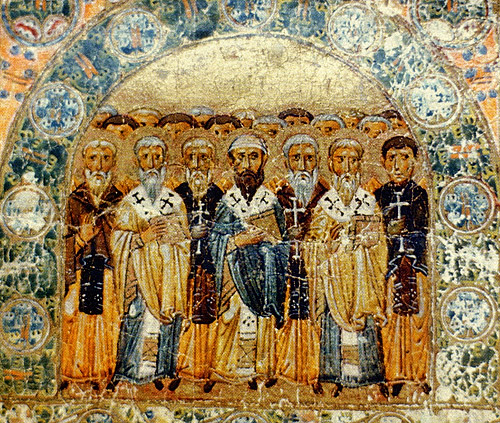
Darstellung der Kirchenväter in der altrussischen Sammelhandschrift Isbornik Swjatoslaws (1073)

Als Kirchenvater (von lateinisch pater ecclesiae zu altgriechisch πατὴρ ἐκκλησιαστικός patḗr ekklēsiastikós) wird ein christlicher Autor der ersten acht Jahrhunderte n. Chr. bezeichnet, der entscheidend zur Lehre und zum Selbstverständnis des Christentums beigetragen hat und deshalb mit dem Ehrentitel Kirchenlehrer ausgezeichnet wurde, und dessen Leben als heiligmäßig gilt.

## Zum Begriff
Gemeinhin wird die Epoche der Kirchenväter gleitend abgegrenzt. Formal setzt sie dort ein, wo Autoren nicht mehr selbst an der Produktion neutestamentlicher und urchristlicher Schriften beteiligt sind, sondern bereits beginnen, diese Schriften zu kommentieren. Die Zeit der Kirchenväter endet mit der Spätantike – die Kirchenväter werden dann selbst zur literarischen Quelle und theologischen Autorität.

### Katholische Kriterien für Kirchenväter, Kirchenlehrer und Kirchenschriftsteller
Die katholische Kirche beurteilt einen Kirchenvater anhand der folgenden vier Kriterien:
- antiquitas: bis zum 8. Jahrhundert, d. h. bis zum Tod von Johannes von Damaskus 754 im Orient bzw. Isidor von Sevilla 636 im Okzident. Teilweise werden auch noch Ildefons von Toledo (669) und Beda Venerabilis (735) als Väter bezeichnet.
- orthodoxa doctrina: die Väter gelten als Zeugen der Einheit des Glaubens und Bewahrer der Offenbarung, weil sie von einem allgemeinen Konzil oder in öffentlichen, an die Kirche gerichteten Dokumenten von Päpsten oder von einigen der bekannteren Kirchenväter als Autorität des Glaubens zitiert oder in den ersten Jahrhunderten in Kirchen öffentlich gelesen wurden. Das schließt nicht aus, dass es Ungenauigkeiten im Ausdruck gibt oder dass sie bestimmte Punkte des Glaubens theologisch noch nicht ganz verstanden haben, sondern bedeutet, dass die Väter keine häretischen oder schismatischen oder Werke mit schweren inhaltlichen Mängeln schrieben; d. h. nicht völlige Irrtumsfreiheit, sondern treue Lehrgemeinschaft mit dem Lehramt der katholischen Kirche.
- sanctitas: kanonisiert oder als heilig betrachtet im Sinne der altchristlichen Heiligenverehrung
- ecclesiae declaratio: aus kirchlichen Verhandlungen und Kundgebungen implizit erkennbar

Im Abendland (Okzident) werden Ambrosius, Hieronymus, Augustinus und Gregor der Große als die großen Kirchenväter bezeichnet. Im Morgenland (Orient) meint man damit Athanasius, Basilius, Gregor von Nazianz und Johannes Chrysostomus.
Kirchenlehrer müssen stets angesehene und anerkannte Dogmatiker der Theologie sein. Ihre Lebensdaten spielen dabei keine Rolle. Die genauen Kriterien für diese Gruppe lauten:
- orthodoxa doctrina: siehe oben
- eminens doctrina: bedeutsame Lehraussagen
- insignis vitae sanctitatis: ein hoher Grad von Heiligkeit
- expressa ecclesiae declaratio: explizit von der katholischen Kirche kanonisiert
- eminens eruditio: herausragende Bildung

Alle großen Kirchenväter sind Kirchenlehrer, auch die des Orients. Durch Hinzunahme weiterer verdienter Dogmatiker wurde der Kreis der Kirchenlehrer auf inzwischen 36 erweitert. Sie können durchaus der Eigenschaft der antiquitas genügen, wie Hilarius von Poitiers oder Leo der Große zeigen.
Eine dritte Gruppe wird von der katholischen Kirche als Kirchenschriftsteller bezeichnet; das sind frühchristliche Autoren, die nicht als orthodox oder heilig gelten. Zu dieser Gruppe gehören Origenes und Tertullian.

### Orthodoxie
Von der orthodoxen Kirche werden alle bedeutenden christlichen Autoren in ihrem Bereich, auch solche aus neuerer Zeit bis in die Gegenwart, zu den Kirchenvätern gerechnet, wobei bezüglich Rechtgläubigkeit keine Totalität verlangt wird. Einen besonderen Stellenwert genießen die Autoren des Orthodoxen Kanonischen Rechts, zu denen auch die meisten klassischen griechischen Kirchenväter gehören: Dionysius von Alexandria, Gregorius von Neocäsarea, Athanasius der Große, Basilius der Große, Gregor von Nyssa, Gregor von Nazianz, Amphilochius, Timotheus von Alexandria, Theophilus von Alexandria, Kyrill von Alexandria, Genadius von Konstantinopel, Johannes IV. (Patriarch), Tarasius von Konstantinopel und Nicephorus der Bekenner. Auch Johannes Chrysostomos, der Stifter der Chrysostomosliturgie, ist neben Basilius dem Großen und Gregor von Nazianz einer der Drei Heiligen Hierarchen (siehe auch weiter unten).

### Evangelische Theologie
Die evangelische Theologie kennt einen Begriff des Kirchenvaters nicht in dem Sinne, dass die Kirchenväter als Autoritäten neben die Bibel treten. Die Kirchenväter werden unter die Väter und Mütter im Glauben subsumiert.

## Kirchenväter in der Kunst

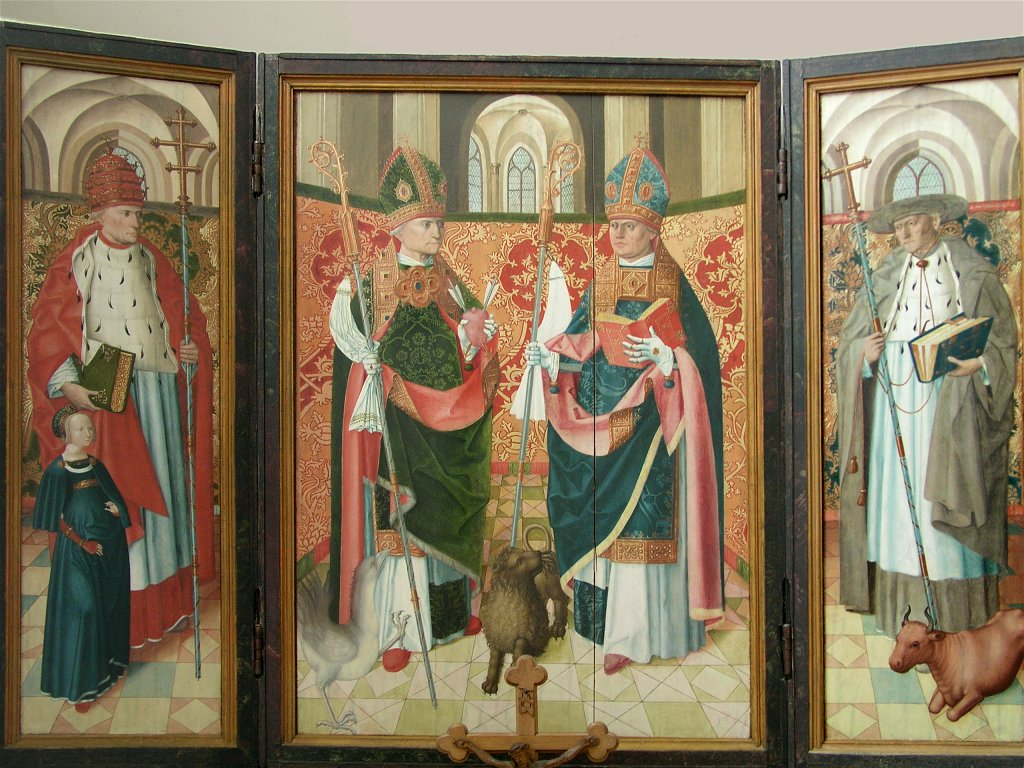
Altartafel mit den vier lateinischen Kirchenvätern, Kloster Bordesholm

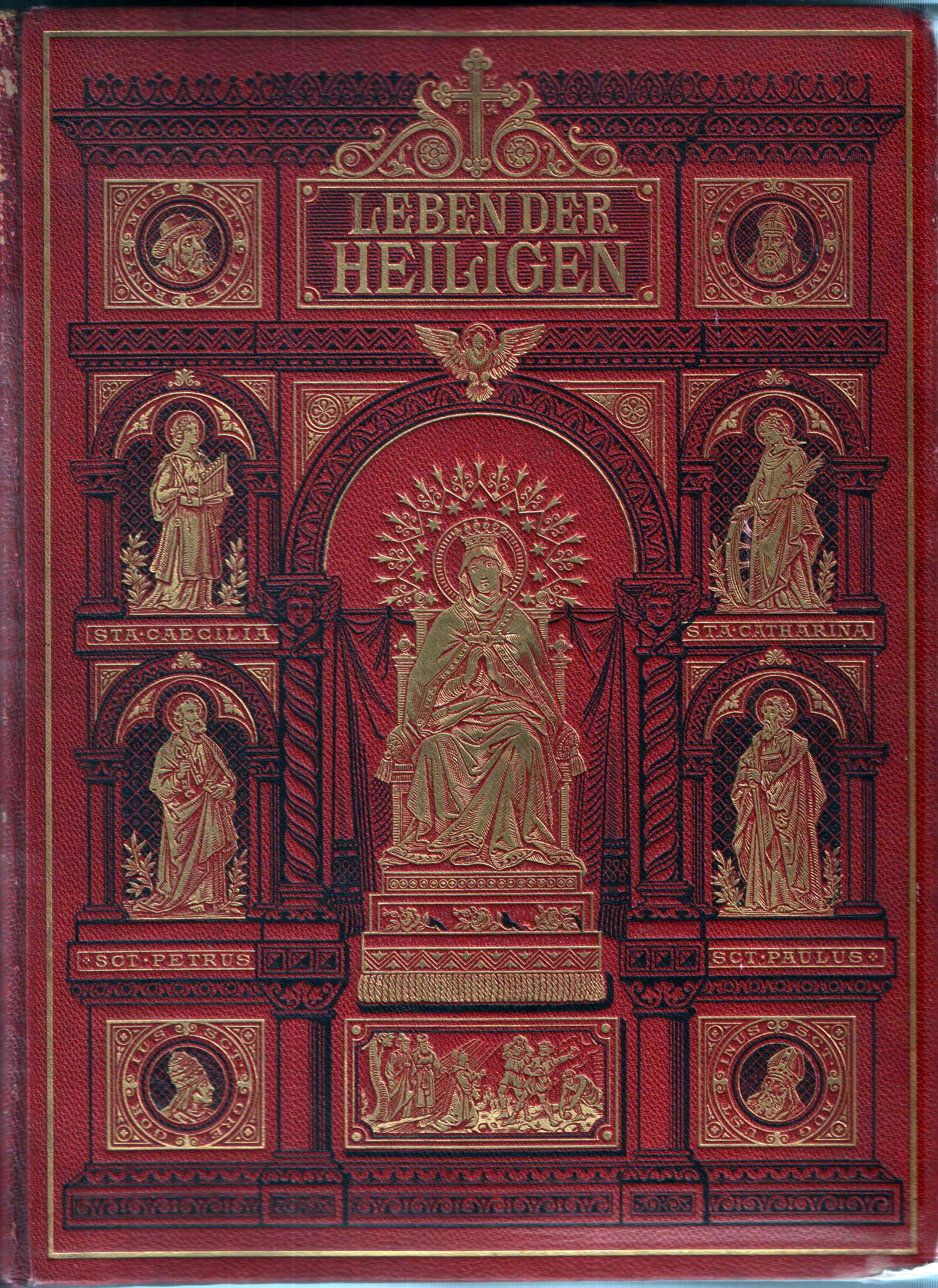
Leben der Heiligen. Die lateinischen Kirchenväter sind in den Eck-Quadraten des Einbandes dargestellt.

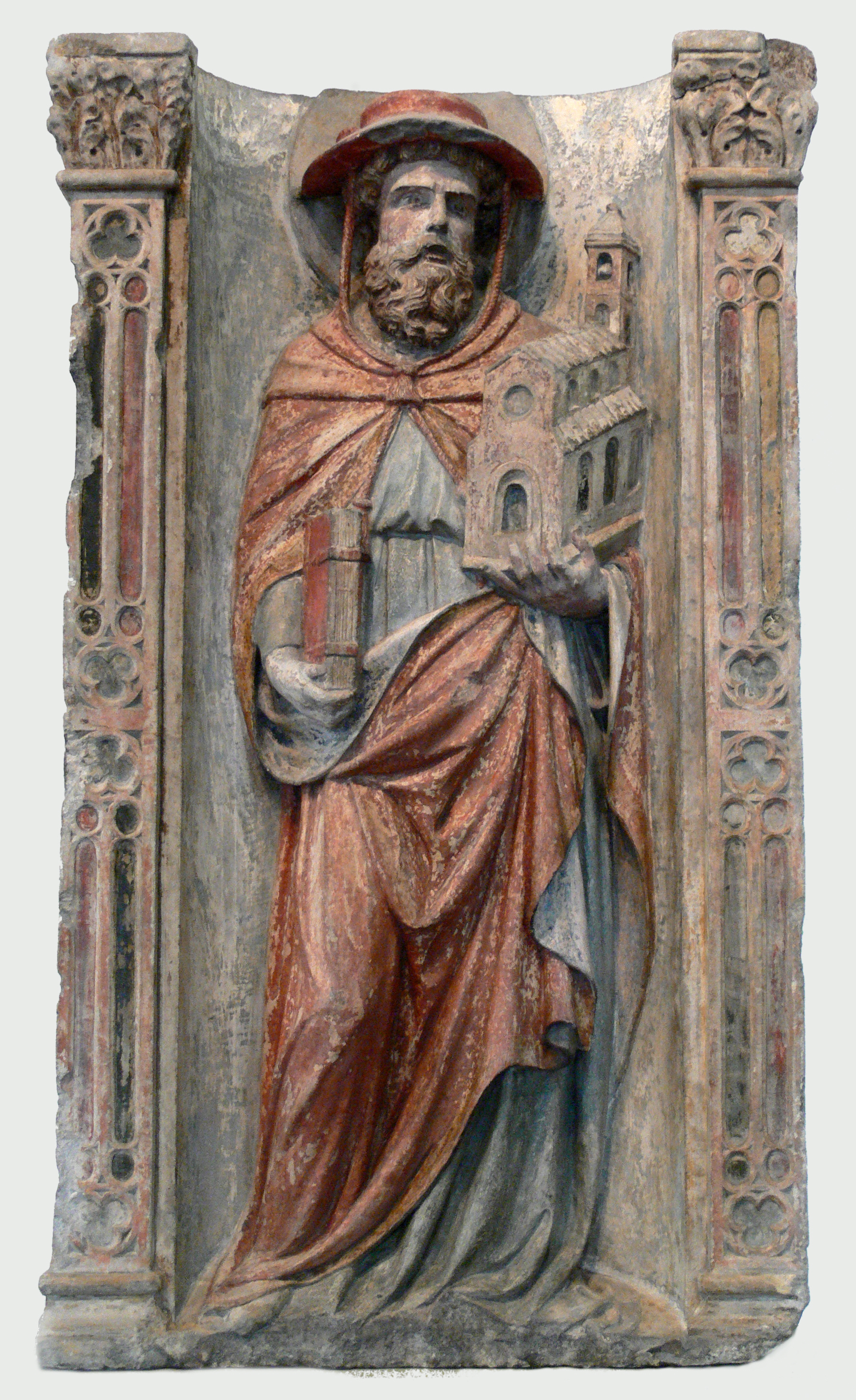
Der hl. Hieronymus als Kirchenvater (mit Buch und Kirchengebäude), Italien, 15. Jahrhundert

In der abendländischen Kunst werden insbesondere zwei verschiedene Vierergruppen dargestellt (vgl. Kirchenlehrer):
- die griechischen Kirchenväter Johannes Chrysostomos, Basilius von Caesarea, Gregor von Nazianz und Athanasius von Alexandria
- die lateinischen Kirchenväter Gregor der Große, Hieronymus als Kardinal und die Bischöfe Augustinus von Hippo und Ambrosius von Mailand

Eine selten dargestellte Vierergruppe, die in einer gewissen Beziehung zu den Kirchenvätern steht, sind die „Vier Weltweisen“.
Bekannte Darstellungen, vor allem der lateinischen Kirchenväter, finden sich auf Kanzeln, etwa der gotischen Kanzel im Wiener Stephansdom. Auf dem Kanzelkorb befinden sich Darstellungen der vier Kirchenväter Augustinus, Ambrosius, Gregor der Große und Hieronymus, die gleichzeitig die vier Temperamente und vier Lebensalter symbolisieren.

## Bedeutende Kirchenväter

### Kirchenväter des 2. Jahrhunderts
- die apostolischen Väter, ca. 80–150 n. Chr.
  - Hermas
  - Ignatius von Antiochien
  - Klemens von Rom
  - Papias von Hierapolis
  - Polykarp von Smyrna

- die Apologeten
  - Aristides von Athen
  - Athenagoras von Athen
  - Irenäus von Lyon
  - Justin der Märtyrer
  - Melito von Sardes

### Kirchenväter des 3. Jahrhunderts
- Origenes (in der römisch-katholischen Patristik nur als Kirchenschriftsteller anerkannt)[2]
- Tertullian (in der römisch-katholischen Patristik nur als Kirchenschriftsteller anerkannt)[3]
- Clemens von Alexandria (in der römisch-katholischen Patristik nur als Kirchenschriftsteller anerkannt)[4]
- Cyprian von Karthago
- Dionysius von Alexandria
- Hippolyt von Rom
- Minucius Felix

### Kirchenväter des 4. Jahrhunderts
- Ambrosius von Mailand
- Arnobius der Ältere
- Aphrahat der Weise
- Athanasius von Alexandria
- Augustinus von Hippo
- Cyrill von Jerusalem
- Basilius von Caesarea
- Ephraem der Syrer
- Epiphanios von Salamis
- Eusebius von Caesarea (in der römisch-katholischen Patristik nur als Kirchenschriftsteller anerkannt)
- Gregor von Nazianz
- Gregor von Nyssa
- Hieronymus
- Hilarius von Poitiers
- Iulius Firmicus Maternus
- Johannes Chrysostomos
- Lactantius (in der römisch-katholischen Patristik nur als Kirchenschriftsteller anerkannt)[5]
- Marius Victorinus
- Macrobius Ambrosius Theodosius
- Nemesius von Emesa
- Zenon von Verona

### Kirchenväter des 5. Jahrhunderts
- Benedikt von Nursia
- Cyril von Alexandria
- Eznik von Kolb
- Leo der Große
- Martianus Capella
- Salvian von Marseille

### Kirchenväter des 6. Jahrhunderts
- Gregor der Große
- Pseudo-Dionysius Areopagita

### Kirchenväter des 7. Jahrhunderts
- Isidor von Sevilla
- Maximus der Bekenner

### Kirchenväter des 8. Jahrhunderts
- Johannes von Damaskus

### Spätere Zeit
- Gregor Palamas (nur Orthodoxe Kirche)
- Markus von Ephesus (nur Orthodoxe Kirche)
- Photius (nur Orthodoxe Kirche)
- Simeon der Neue Theologe